# Maria Gorecka

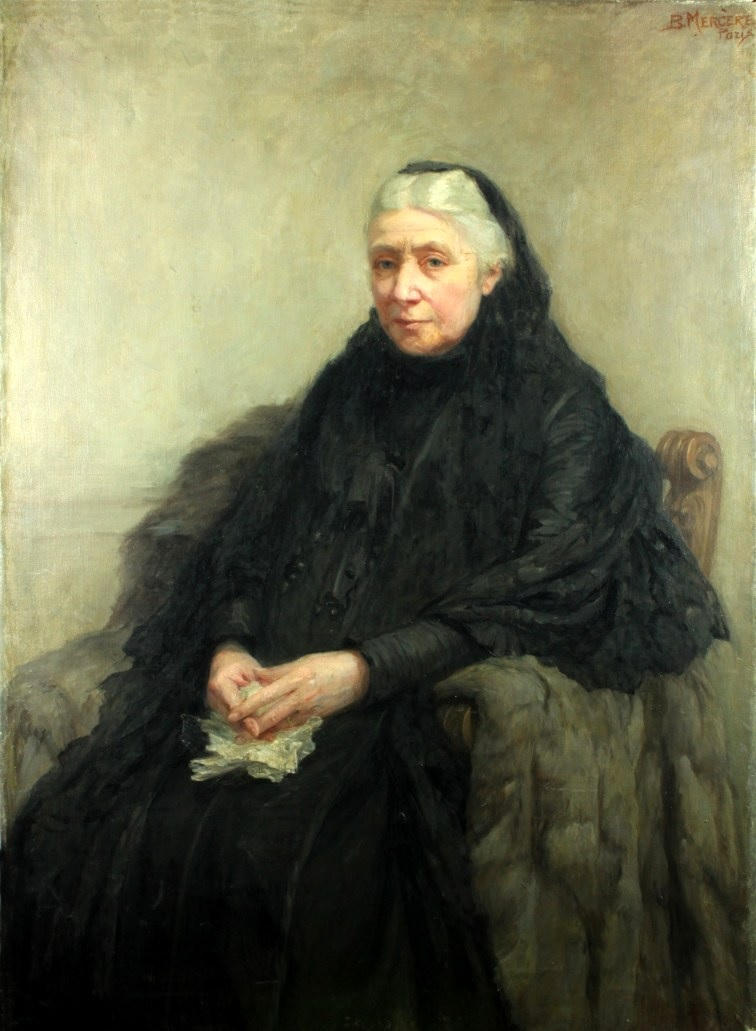
Portrait de Górecka, par Blanka Mercère.

Maria Helena Julia Górecka, née à Paris le 7 septembre 1835 et morte le 26 novembre 1922 dans la même ville, est une traductrice polonaise, fille du poète Adam Mickiewicz.

## Biographie
Maria Górecka, née Mickiewicz, est l’aînée des enfants d'Adam Mickiewicz et de Celina Szymanowska.
À l'automne de 1855, elle termine un cours pour devenir gouvernante. Elle refuse la proposition de mariage de Armand Lévy le secrétaire de son père, et épouse le 7 novembre 1857 le peintre Tadeusz Górecki, les témoins du mariage sont Louis Wolowski, Xavier Branicki, Joseph Bohdan Zaleski et Séverin Gałęzowski. Le couple a quatre enfants: Adam, Ludwik, Celina et Helena. Adam et Celina meurent jeunes, Ludwik sera médecin et Helena (1861-1884) épousera Józef Modliński.
Elle meurt son domicile du Boulevard Saint-Germain à l'âge de 87 ans. Elle repose au cimetière des Champeaux de Montmorency.